# Alfons Schweiggert

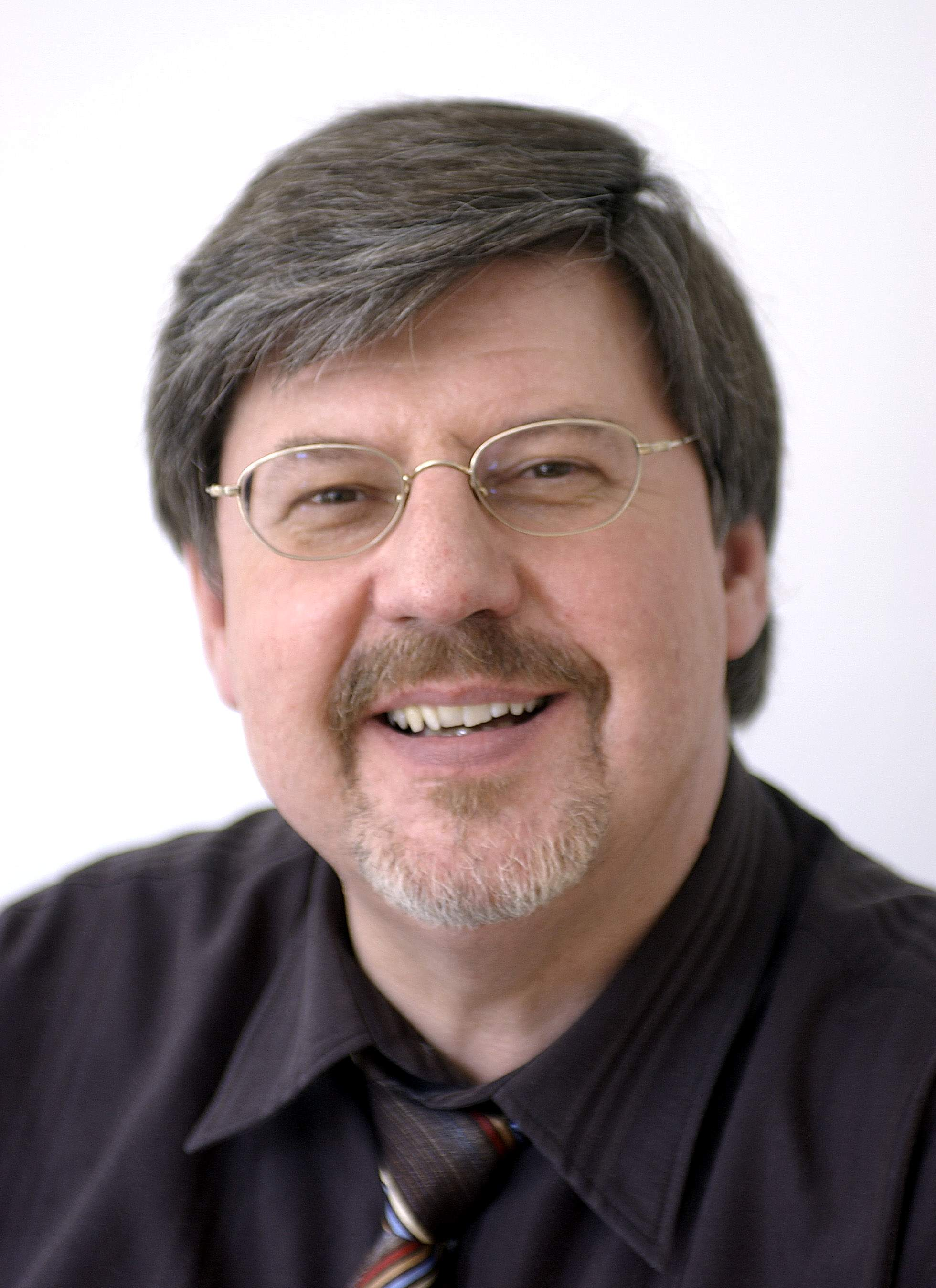
Alfons Schweiggert

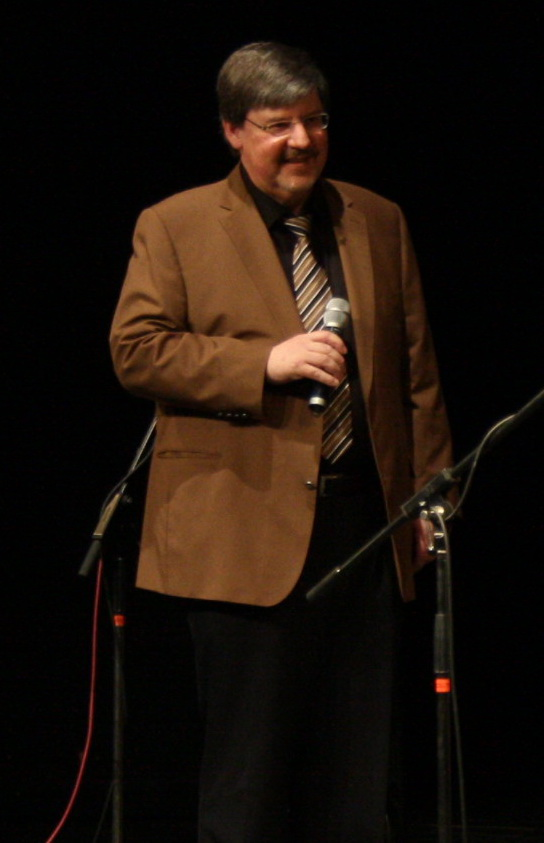
Alfons Schweiggert bei der Verleihung des Großen Karl-Valentin-Preises 2010

Alfons Schweiggert (* 11. Mai 1947 in Altomünster, Oberbayern) ist ein deutscher Schriftsteller und Illustrator.

## Leben
Schweiggert studierte nach dem Abitur 1966 am Karlsgymnasium München-Pasing Philosophie, Psychologie, Pädagogik und Sonderpädagogik. Von 1973 bis 1979 nahm er an der Erziehungswissenschaftlichen Fakultät der Universität München einen Lehrauftrag wahr. Nach mehreren Jahren Lehrtätigkeit arbeitete er von 1993 bis 2009 als Institutsrektor am Staatsinstitut für Schulqualität und Bildungsforschung in München.
Von 1974 bis 1979 war er Mitarbeiter beim satirischen Monatsmagazin Pardon. Dem Schreiben von Büchern widmet er sich seit 1971. Für seine ersten Buchveröffentlichungen setzten sich Erich Kästner und der Kinderbuchautor Janosch ein. Neben einer Vielzahl von Kinder- und Jugendbüchern, die er teilweise selbst illustrierte, veröffentlicht Schweiggert Romane, Erzählungen, Lyrik, Biographien, pädagogische Fachbücher und Sachbücher.
Schweiggert war von 2000 bis 2017 Präsidiumsmitglied der Schriftstellervereinigung Münchner Turmschreiber. Er ist Gründer und Vorstandsmitglied der „Karl-Valentin-Gesellschaft“ und des Valentin-Karlstadt-Fördervereins „Saubande“, außerdem Initiator des Großen Karl-Valentin-Preises – verliehen an Gerhard Polt und die Biermösl Blosn (2007), an Fredl Fesl (2010), an Helge Schneider (2012) und Sigi Zimmerschied (2017).

## Werk
„Schweiggerts literarische Arbeiten lassen sich in keine Schublade einordnen“, urteilt der Journalist Martin A. Klaus. „Die Vielfalt ist überraschend: Kinderbuch, Sachbuch, Biographie, Theater, Lyrik, Roman – Alfons Schweiggert, der sich als Autor gegen jedes Schubladendenken verwahrt, wehrt sich literarisch gegen alle Einordnungsversuche“, schreibt Klaus. Auch in einem Beitrag des Münchner Merkur vom 29. August 1992 wird die „Vielseitigkeit als ein Markenzeichen des Schriftstellers Alfons Schweiggert“ bezeichnet. „Sie ist auf seine ausgeprägte Neugierde zurückzuführen. Statt sich auf eine Gattung zu beschränken, möchte er alles ausprobieren. [...] Was überhaupt zwischen zwei Buchdeckeln passieren und was man mit Sprache bewerkstelligen kann, das ist eine Frage, die ihn bei seiner Arbeit besonders bewegt. [...] Ein 'Glücksfall', die Begegnung mit Erich Kästner, hat seinen Erfolg begründet. [...] Daß sein Erfolg freilich nicht allein auf 'Glück' zurückzuführen ist, hat er längst unter Beweis gestellt.“
Hans Gärtner erwähnt „die vielen Genres, Themenbereiche, Vorlieben, Stoffe und textuellen 'Strategien' des Münchner Autors. […] Seelenverwandtschaft bringt ihn in die Nähe des Münchner Urviechs und um-die-Ecke-denkenden Originals Karl Valentin, über den Schweiggert mehrere Bücher geschrieben hat, und das Satirische liegt ihm sehr. Fünf Jahre hat er bei 'Pardon', dem satirischen Magazin, an das sich jeder gern erinnert, der in den Sechziger-, Siebzigerjahren nach Frechem lechzte, als freier Mitarbeiter gewirkt.“ Den Roman „DAS BUCH“ beurteilt Gärtner als einen Höhepunkt in Schweiggerts literarischem Wirken, das überwältigt. In dieser Arbeit sieht er auf verschiedenen Ebenen vielerlei thematisiert: „Traumverwandlung, Buchwerdung des Menschen (und umgekehrt: Menschwerdung eines Buches), Zauber, Ausgeliefertsein des Buchautoren an den literarischen Zirkus.“
Rudi Seitz, von 1982 bis 1988 Präsident der Akademie der Bildenden Künste, München, hielt es „für nahezu unmöglich, das gesamte Schweiggertsche Œuvre in den Griff zu bekommen, die Gebiete nach Schwerpunkten zu ordnen, die Erzählungen, die Bavarica, die volkskundlichen Arbeiten, die Gedichte, die Kinderbücher, die Theaterstücke, die Sachbücher und Fachbücher. Alle Bereiche liegen da wie Inseln. Jede in sich wunderschön, phantastisch, anheimelnd, prickelnd, aufregend. […] Hinter einem derart umfangreichen Werk steht ein Mensch mit eiserner Arbeitsdisziplin und schier unerschöpflicher Kreativität.“
Seine Veröffentlichungen seit diesen 1995 und früher datierten Würdigungen unterstreichen die Vielseitigkeit und Kreativität des Schriftstellers Alfons Schweiggert bis in die Gegenwart.

## Veröffentlichungen (Auszug)

### Kinder- und Jugendbücher
- Schwarzer Mann, Bilderbuch (1971)
- Wer viel fragt, kriegt viel gesagt, Bilderbuch, illustriert von Christoph Meckel (1974)
- Straßenbahn 1. Klasse, Bilderbuch, illustriert von Amrei Fechner (1975)
- Zwiesel, Zwiedel, Poliwar, Bilderbuch (1975) (Deutscher Jugendliteraturpreis-Bestliste 1976)
- Allerlei Beine, Bilderbuch, illustriert von Amrei Fechner (1977)
- Im Zirkus Mikemakemaunz, Bilderbuch, illustriert von Amrei Fechner (1978)
- Tobis Turm, Bilderbuch (1979)
- Das Löcherbuch, Bilderbuch mit 112 echten Löchern (1980)
- Tarzan kommt von irgendwo, Jugendbuch (1982)
- Der Rabe und ich, Jugendbuch (1983) (Deutscher Jugendliteraturpreis-Bestliste 1984)
- Donna. Geschichten, Jugendbuch (2001)
- Viktor Halbnarr. Eine Wintergeschichte von Thomas Bernhard, Ill. A. Schweiggert, Bilderbuch (2006)

### Belletristik und Lyrik
- Das Buch, Roman (1989)
- Die bayerische Osterlegende, Versepos (1989)
- Hinter dem Wimpernwald, Lyrik (1990)
- Hauchlaut gebleicht schleiffein, Lyrik (2000)
- Herzharz, Gedichte (2002)
- Wer auf dem Kopf geht, hat den Himmel als Abgrund unter sich, Essays (2004)
- Franz Kafka. Kleine Seele springst im Tanze, Lyrische Fragmente (2004)
- Bayerische Tauchgänge, Essays (2013)

### Biographien
- Schattenkönig. Otto, der Bruder König Ludwigs II. (1992)
- Karl Valentins Stummzeit. Grünwalder und Planegger Jahre 1941 bis 1948 (1998)
- Erich Kästner. Liebesbrief an München (1999)
- Autoren und Autorinnen in Bayern, Lexikon / Sachbuch (2004)
- Franz Kafka. mädchenfrauenmädchen (2005)
- Franz Kafkas Puppengeschichte, Erzählung (2007)
- Karl Valentin, der Münchnerischste aller Münchner (2007)
- Franz Kafka in München. Zwischen Leuchten und Finsternis (2007)
- Edgar Allan Poe und König Ludwig II. (2008)
- Karl Valentin und die Politik. Vorwort Gerhard Polt (2011)
- Karl Valentin. Ein gschpinnerter Teifi. (2013)
- Ludwig II. Die letzten Tage des Königs von Bayern (2014)
- Der Mann, der mit Ludwig II. starb. Dr. Bernhard von Gudden, der Gutachter des bayerischen Königs (2014)
- Der Ludwig-II.-Prozess: Die Schuldigen an der Königskatastrophe (2022)

### Satiren
- Was sich liebt, das neckt sich (1993)
- Ein Münchner in der Hölle (1998)
- Wenn du denkst, du denkst, Dramödien (1999)
- Wenn Bayern lieben. Satiren über die Liebe (2009)
- Musiküsse. Große Komponisten heiter gesehen (2011)

### Regionalica
- Das große Buch vom Münchner Viktualienmarkt, Sachbuch (1987)
- Der Maibaum. Geschichte und Geschichten, Sachbuch (1991)
- Karl Valentins Panoptikum. Wie es ächt gewesen ist (1995)
- Bayerische Märchen, Märchensammlung (1995)
- Winter und Weihnachtsgeister in Bayern, Sachbuch (1996)
- Wilderer und Wildschützen in Bayern, Sachbuch (2008)
- Wiesnfieber. 200 Jahre Münchner Oktoberfest, Sachbuch (2010)

### Pädagogik
- Deutschunterricht. In der Praxis erprobt, Schülerarbeitsbuch (1986)
- Spaß mit Deutsch, Schülerarbeitsbuch (1990)
- Die kleine Weltgeschichte, Schulbuch (1991)
- Alles, was Schüler wissen wollen. Infos, Tipps und Strategien (1999)
- Autismus, ein häufig verkanntes Problem, Pädagogisches Fachbuch (1999)

## Auszeichnungen
- 1976   Deutscher Jugendliteraturpreis – Bestenliste
- 1984   Deutscher Jugendliteraturpreis – Bestenliste
- 1990   Kulturpreis (München-West/Pasing)
- 1995   Literatenkerze der Schwabinger Katakombe
- 1995   Bayerischer Poetentaler
- 1997  Ausstellung Die verrückte Welt des Alfons Schweiggert in der Internationalen Jugendbibliothek, Schloss Blutenburg, München